# René Crabos
René Crabos (ur. 7 lutego 1899 w Saint-Sever, zm. 17 czerwca 1964 tamże) – francuski rugbysta grający na pozycji środkowego ataku, olimpijczyk, zdobywca srebrnego medalu w turnieju rugby union na Letnich Igrzyskach Olimpijskich 1920 w Antwerpii, sędzia, trener i działacz sportowy.

## Kariera sportowa
W trakcie kariery sportowej reprezentował kluby Sport athlétique saint-séverin, US Dax, Stadoceste tarbais oraz Racing Club de France, z którym wystąpił w finale mistrzostw Francji w 1920 roku. Na zakończenie kariery powrócił do rodzinnego miasta.
Z reprezentacją Francji uczestniczył w turnieju rugby union na Letnich Igrzyskach Olimpijskich 1920. W rozegranym 5 września 1920 roku na Stadionie Olimpijskim spotkaniu Francuzi ulegli reprezentacji USA 0:8. Jako że był to jedyny mecz rozegrany podczas tych zawodów, oznaczało to zdobycie przez nich srebrnego medalu.
W reprezentacji Francji w latach 1920–1924 rozegrał łącznie 17 spotkań zdobywając 19 punktów, rolę kapitana pełniąc dwunastokrotnie. Jego karierę sportową przerwała złamana noga w meczu z Irlandią w styczniu 1924 roku.
W 1919 roku wystąpił również w żołnierskich Inter-Allied Games.

## Varia
Został następnie arbitrem i trenerem. W okresie po II wojnie światowej trzykrotnie był menedżerem francuskiej kadry w zagranicznych tournée, a w latach 1952–1962 był prezesem Fédération Française de Rugby jako jedyny były reprezentant kraju.
Został oficerem Legii Honorowej.
Mistrzostwa kraju juniorów U-19 noszą na jego cześć nazwę Coupe René Crabos.